# Bellevue (Kentucky)
Bellevue é uma cidade localizada no estado americano de Kentucky, no Condado de Campbell.

## Demografia
Segundo o censo americano de 2000, a sua população era de 6480 habitantes. 
Em 2006, foi estimada uma população de 5943, um decréscimo de 537 (-8.3%).

## Geografia
De acordo com o United States Census Bureau tem uma área de 
2,4 km², dos quais 2,4 km² cobertos por terra e 0,0 km² cobertos por água.

## Localidades na vizinhança
O diagrama seguinte representa as localidades num raio de 4 km ao redor de Bellevue. 